# Тесмар, Гилен
Гиле́н Тесма́р (фр. Ghislaine Thesmar, род. 18 марта 1943 года, Пекин, Китай) — французская артистка балета и педагог, прима-балерина (этуаль) парижской Оперы в 1972—1983 годах. Супруга балетмейстера Пьера Лакотта.

## Биография
Закончила Парижскую консерваторию, где её педагогами были Соланж Шварц, Ив Брийо и Серж Перетти. В 1961 году дебютировала в «Большом балете маркиза де Куэваса», в 1962—1968 годах танцевала в балетный труппе «Музыкальная молодёжь Франции». В 1968 году вышла замуж за танцовщика и балетмейстера Пьера Лакотта. В расчёте на её танцевальную технику и артистические способности Лакотт предпринял постановку собственной версии старинного балета «Сильфида» Филиппо Тальони, давно утраченного к тому времени. Тесмар и её партнёр, солист парижской Оперы Микаэль Денар, также снялись в экранизации балета, имевшей огромный успех. 9 июня 1972 года спектакль, с тех пор считающийся квинтэссенцией французского балетного стиля и техники, вошёл в репертуар парижской Оперы. Тесмар получила приглашение исполнить партию Сильфиды в трёх спектаклях, после чего получила возможность остаться в труппе сразу в статусе этуали — что является редчайшим примером карьеры артиста со стороны, то есть не закончившего Школу парижской Оперы и не прошедшего все ступени бесплатной иерархии в этом театре (одновременно статус этуали получил и её партнёр Денар).
Тесмар была прима-балериной труппы до 1983 года. В 1986—1988 годах вместе с Лакоттом руководила вновь созданным Балетом Монте-Карло. С 1987 года сосредоточилась на преподавательской деятельности.